# 光森裕樹
光森 裕樹（みつもり ゆうき、1979年5月26日 - ）は日本の歌人。

## 概要
兵庫県宝塚市出身。大阪教育大学附属高等学校池田校舎、京都大学文学部卒業。京都大学短歌会出身で、特定の歌誌には所属せずに活動している。2008年（平成20年）、「空の壁紙」で第54回角川短歌賞受賞。理知的でクールな作風が特徴。IT企業の技術者であった経験を持ち、コンピュータ用語を詠み込むこともある。沖縄県石垣市在住。

## 受賞歴
- 2005年（平成17年）、作品「水と付箋紙」50首で第51回角川短歌賞次席
- 2008年（平成20年）、作品「空の壁紙」50首で第54回角川短歌賞受賞
- 2011年（平成23年）、歌集『鈴を産むひばり』で第55回現代歌人協会賞受賞

## 著作

### 歌集
- 第一歌集『鈴を産むひばり』（2010・港の人）ISBN 4896292243
- 第二歌集『うづまき管だより』（2012・ Amazon Services International, Inc.）[1]
- 第三歌集『山椒魚が飛んだ日』（2016・書肆侃侃房）

### 小説
- 『フェルミ推定の夕暮れ』（「群像」2012年7月号）

## テレビ
- NHK短歌（NHK Eテレ）
  - 祝いのうた（2009年3月1日）[2]
  - 題“透く”／厨・キッチン（2011年12月11日）[3]
  - 題“足”／愛の歌（２）青春（2012年5月6日）[4]
  - 題“吹（く）”／気象（2012年5月13日）[5]
  - 題“舌”／できごとを描写する（2012年5月20日）[6]